# Movimientos y Frentes unificados del Azawad
Los Movimientos y Frentes unificados del Azawad ( MFUA ) es una alianza de grupos rebeldes creada en 1991 durante la rebelión tuareg de 1990-1996 . 
MFUA tiene cuatro grupos.   : 
- El Movimiento Popular del Azawad (MPA)
- El Ejército Revolucionario de Liberación del Azawad (ARLA)
- El Frente Popular para la Liberación del Azawad (FPLA)
- El Frente Islámico Árabe del Azawad (FIAA)

- Datos: Q20726192